# Priemtest van Fermat
De priemtest van Fermat is een probabilistische methode om te testen of een getal waarschijnlijk priem is.

## Theorie
De test is gebaseerd op de kleine stelling van Fermat, die luidt: Voor een priemgetal {\displaystyle p} en {\displaystyle 1\leq a<p} geldt:
{\displaystyle a^{p}\equiv a{\pmod {p}}}
Om te testen of een getal {\displaystyle p} priem is, kiest men willekeurige getallen {\displaystyle 1\leq a<p} en gaat na of bovenstaande equivalentie geldt. De equivalentie geldt voor alle priemgetallen, dus als het niet geldt voor een zekere waarde van {\displaystyle a}, is {\displaystyle p} samengesteld. Als er veel waarden van {\displaystyle a} zijn waarvoor de equivalentie wel geldt, kan men zeggen dat {\displaystyle p} waarschijnlijk priem is, of een pseudopriemgetal (een samengesteld getal dat eigenschappen heeft die alle priemgetallen ook hebben).
Aangezien {\displaystyle a} willekeurig gekozen is, kan het zijn dat voor geen enkele gekozen {\displaystyle a} de equivalentie niet geldt. Is {\displaystyle n} een samengesteld getal, dan wordt elke {\displaystyle a} waarvoor:
{\displaystyle a^{n-1}\equiv 1{\pmod {n}}}
een Fermat-leugenaar genoemd. Kiest men {\displaystyle a} zodanig dat:
{\displaystyle a^{n-1}\not \equiv 1{\pmod {n}},}
dan wordt {\displaystyle a} een Fermat-getuige genoemd van het feit dat {\displaystyle n} samengesteld is.

## Voorbeeld
Stel dat we willen bepalen of n = 221 priem is. Kies een willekeurige 1 ≤ a < 221 van a = 38. Controleer bovenstaande equivalentie:
{\displaystyle a^{n-1}=38^{220}\equiv 1{\pmod {221}}}
Ofwel 221 is priem, ofwel 38 is een Fermat-leugenaar; daarom kiezen we een andere a van 26:
{\displaystyle a^{n-1}=26^{220}\equiv 169\not \equiv 1{\pmod {221}}}
Dus 221 is samengesteld en 38 was inderdaad een Fermat-leugenaar.

## Algoritme
Het algoritme kan in pseudocode als volgt worden opgesteld:
```
Invoer
: 
n > 1
, waarvan getest moet worden of het al dan niet priem is; 
k
, een geheel getal, dat de nauwkeurigheid van de test bepaalt

Uitvoer
: 
samengesteld
 als 
n
 samengesteld is, anders is 
mogelijk priem
. 
herhaal 
k
 keer:
   neem een willekeurige 
a
 uit (1, 
n
−1]
   als ggd(
a
,
n
) 

  

    

      

        
≠

      

    

    
{\displaystyle \neq }

  

 1, dan uitvoer 
samengesteld

   als 
a
n
−1
 

  

    

      

        
≢

      

    

    
{\displaystyle \not \equiv }

  

1 (mod 
n
), dan uitvoer 
samengesteld

uitvoer 
mogelijk priem
.
```

## Hiaten in de test
De priemtest van Fermat is niet waterdicht. Een belangrijk probleem voor de test wordt gevormd door een speciaal soort samengestelde getallen, de Carmichael-getallen. Dit zijn de samengestelde getallen c met de eigenschap dat c een pseudopriemgetal (ac−1 ≡ 1 (mod c) ) is, voor elke a met ggd(a,c) = 1. Tevens geldt dat elke vermenigvuldiging van c zelf ook een pseudopriemgetal is. Er is een oneindig aantal originele Carmichael-getallen.

## Nauwkeurigheid
Wanneer n een samengesteld getal is, dat geen Carmichael-getal is, dan geldt dat ten minste de helft van alle
{\displaystyle a\in (\mathbb {Z} /n\mathbb {Z} )^{*}}
Fermat-getuigen zijn. Dit is als volgt te bewijzen: laat {a1, a2, ..., am} de Fermat-leugenaars zijn en a een Fermat-getuige. Dan geldt voor i = 1,2,...,m dat:
{\displaystyle (a\cdot a_{i})^{n-1}=a^{n-1}\cdot a_{i}^{n-1}\equiv a^{n-1}\cdot 1\equiv a^{n-1}\not \equiv 1{\pmod {n}}.}
Dus elke ai geeft een getal a·ai, dat ook een Fermat-getuige is.
Oftewel elke Fermat-leugenaar geeft een Fermat-getuige en dus is het aantal Fermat-getuigen groter dan of gelijk aan het aantal Fermat-leugenaars. Hiermee volgt dat wanneer n samengesteld is en geen Carmichael-getal, dan zijn ten minste de helft van alle a Fermat-getuigen.